# Intervista
Pour plus de détails, voir Fiche technique et Distribution.
Intervista est un film italien de Federico Fellini, sorti en 1987, année qui marque le cinquantième anniversaire de Cinecittà, le Hollywood italien, institué sur ordre de Mussolini et bâti dans la banlieue romaine. Il s'agit de l’avant-dernier long métrage mis en scène par Federico Fellini (son dernier film sera La Voce della luna avec Roberto Benigni sorti en 1990).
Fellini, qui a commencé comme journaliste, tourne à la fin de sa carrière l'interview (en italien Intervista) de lui-même dont il rêve, celle où il peut pleinement d'une part développer l'explication de son travail, tournage mais aussi préparation préalable, et d'autre part exposer son ressenti sur sa carrière et l'évolution du cinéma. Intervista présente une illustration remarquable du « film contenant un (en fait plusieurs) film ».
Fellini a tenu à expliciter son écriture filmique : « C'est un film dans lequel la caméra est utilisée comme un crayon, un pinceau qui tracerait des hiéroglyphes. C'est une idée graphique, picturale, visuelle, le contraire du cinéma qui raconte une histoire. »

## Synopsis
Des journalistes japonais viennent à Cinecittà interviewer Fellini en plein tournage. Le metteur en scène (qui joue son propre rôle) leur explique le lien étroit entre ses souvenirs et ce film qui est en fait une évocation autobiographique de ses débuts de journaliste : l'interview dans les studios de Cinecittà d'une célèbre diva du cinéma des années trente.
Dans cette première partie, Intervista présente une remarquable mise en abyme, le film de 1987 présentant Fellini, interviewé par les Japonais, en train de tourner un film qui figure son propre personnage, (interprété par le tout jeune Sergio Rubini), en 1938, en train de découvrir, à l'occasion de son propre travail d'interview de la diva Katya, (évocation cinématographique de l'actrice Greta Gonda, avec laquelle il avait mené sa toute première interview) le cinéma tel qu'il se faisait à l'époque fasciste, d'où la scène du tournage d'un troisième film emboité dans les deux premiers : une aventure kitschissime aux Indes dont la diva est la vedette.
Les souvenirs de jeunesse de Fellini défilent : chef fasciste en uniforme et en perpétuelle mission de propagande, paysannes en représentation, éléphants et tribu d'indiens de la cité du cinéma, ravissante et sympathique jeune débutante... hélas fiancée, habilleuse maternelle, metteur en scène colérique et diva grandiloquente tourbillonnent et s'entremêlent au présent qui est fait de « recherche de visages » (jusque dans le métro), de rusée direction d'acteurs et de techniciens, de stratégies compliquées pour réaliser les décors voulus en dépit des contraintes de tous ordres, et d'évolution de l'inspiration, les personnages échappant toujours à leur auteur.
Fellini trouve encore le temps de réunir à l'improviste, au bénéfice des journalistes Japonais, son producteur, son assistant, le jeune acteur Rubio, un Marcello Mastroianni vieilli, grimé en magicien Mandrake (il tourne dans une publicité) et une Anita Ekberg splendide encore mais retirée et bien émue. Cette réunion a lieu dans la villa de cette dernière. Il importe de se rappeler que Fellini considérait Marcello Mastroianni comme son propre double cinématographique. En hommage à leur hôtesse et à leur jeunesse enfuie, est projetée - sur un simple drap - la scène mythique de la Dolce Vita : le duo Anita-Marcello dans la fontaine de Trevi. Ce film, vieux de 27 ans, remarquable par son nombre d'entrées et récompensé par la Palme d'or au Festival de Cannes 1960, avait marqué un tournant majeur dans la carrière de Fellini, imposant définitivement son style, dénommé par la presse « baroque fellinien». Mais ce moment de l'interview souligne cruellement les effets du temps.
Étant sur tous les fronts, Federico Fellini, qui prépare en même temps un autre film, doit au passage arbitrer divers castings et intime à deux jeunes candidats l'ordre de lire le roman de Kafka L'Amérique, dont ce second film sera l'adaptation. L' indication est confirmée un peu plus tard dans le métro par l'assistant de réalisation. On est en plein repérage et les bouts d'essais que tourne Fellini se rapportent à ce film. Or le roman de Kafka, n'est qu'une longue descente aux enfers du héros, Karl Rossmann, personnage sensible, naïf, livré à ses seules ressources, mais plein de bonne volonté, d'ambition et d'espoir. Inachevé, le récit se termine abruptement, peu après une scène où Karl conduit en fauteuil roulant une cantatrice déchue et invalide dans ce qui semble bien être un bordel. C'est la scène choisie pour l'ultime bout d'essai de L'Amérique. Intervista avait commencé par un repérage nocturne avec clair de lune cinématographique et splendide vue panoramique sur Cinecittà, il finit dans une avenue boueuse, aux immenses portants dénudés, sans décor, sous une pluie diluvienne qui force à éteindre les projecteurs, avec en arrière plan les barres de HLM envahissantes de la banlieue romaine (Cineccittà est à la périphérie de Rome). Si bien que toute l'équipe, acteurs, techniciens, finit par se réfugier jusqu'au lendemain sous une tente de fortune en plastique transparent montée par les accessoiristes.
Comme le roman de Kafka, le film Intervista s'achève abruptement. Par une métaphore. Les interviewers japonais ne sont plus de la partie. L'équipe cinématographique qui a dormi sous sa tente voit enfin poindre l'aube et un ciel clair et c'est le moment fatidique de l'attaque car elle est cernée par une horde... d'antennes de télévision. Les Indiens de la troupe de Cinecittà, armés des menaçants rateaux déferlent et chevauchent en hurlant autour des cinéastes qui font leur baroud d'honneur à coups de fusil (en l'air) en clamant qu'ils ne se rendront pas. L'assistant dit soudain "Coupez. C'est terminé." Le tournage est fini. On se souhaite Joyeux Noël et on se sépare, chacun est invité à "rentrer chez soi". La documentaliste cheffe de la cinémathèque et mémoire de Cinecittà, la Vestale, manque un instant de rester embourbée dans sa toute petite Fiat. Une dernière image montre la tente ruinée, éventrée par une antenne de télé.
Federico Fellini enfin prend la parole, on a vue sur un vaste atelier de tournage vidé et totalement déserté. "Et voilà, le film devrait finir ici. D'ailleurs, il est fini."
Et en réponse au producteur qui, jadis, le suppliait :

« Comment, c'est ça la fin de ton film, sans le moindre espoir, sans le moindre rayon de soleil ? Donne-moi au moins un rayon de soleil…
- Un rayon de soleil ? Bah, je ne sais pas trop. Essayons toujours… »

Le tout dernier plan consiste, vu en plongée au milieu du studio vide et sous un halo de projecteur, en un clap de démarrage.

## Fiche technique
- Titre : Intervista
- Réalisation et scénario : Federico Fellini
- Production : Ibrahim Moussa
- Photographie : Tonino Delli Colli
- Montage : Nino Baragli
- Décors et costumes : Danilo Donati
- Musique : Nicola Piovani
- Pays :  Italie
- Langues : italien - japonais - anglais
- Dates de sortie :
  -  France : 18 mai 1987 (Festival de Cannes) - 23 décembre 1987
  -  Italie : 28 septembre 1987

## Distribution
- Anita Ekberg : elle-même
- Marcello Mastroianni : lui-même
- Federico Fellini : lui-même en réalisateur
- Maurizio Mein : l'assistant-réalisateur
- Umberto Conte : le photographe
- Nadia Ottaviani : la Vestale, documentaliste de la cinémathèque et mémoire de Cinecittà
- Sergio Rubini : Sergio, jeune acteur interprétant dans le film tourné le timide journaliste identifié à Fellini jeune
- Antonella Ponziani : Antonella, actrice interprétant dans le film tourné la jolie débutante du tramway
- Paola Liguori : Katya, la diva dans le film tourné
- Armando Marra : le célèbre réalisateur dans le film tourné
- Pietro Notarianni : le dignitaire fasciste dans le film tourné
- Eva Grimaldi : la pulpeuse aspirante actrice blonde

## Autour du film
- L'affiche principale du film a été réalisée - à la demande de Fellini - par son ami Milo Manara, dont il conçoit à la même époque les scenarii de deux bandes dessinées : Voyage à Tulum et Le Voyage de G. Mastorna.
- La séquence où Anita Ekberg et Marcello Mastroianni revoient le célèbre passage de La Dolce Vita à la fontaine de Trevi est dans Intervista le second exemple de film contenu dans un film. 27 ans séparent les deux.
- Il s'agit du 6e film que Fellini tourne avec Marcello Mastroianni et le 3e avec Anita Ekberg.